# Chloris (dier)
Chloris (groenlingen) is een geslacht van zangvogels uit de vinkachtigen (Fringillidae). Het geslacht kent 6 soorten.

## Soorten
- Chloris ambigua  – Yunnangroenling
- Chloris chloris  – Groenling
- Chloris kittlitzi  – Boningroenling
- Chloris monguilloti  – Vietnamese groenling
- Chloris sinica  – Chinese groenling
- Chloris spinoides  – Himalayagroenling